# City of Kalamunda
City of Kalamunda is een Local Government Area (LGA) in Australië in de staat West-Australië in de agglomeratie van Perth. De hoofdplaats is Kalamunda.
Tot 1 juli 2017 was de City of Kalamunda de Shire of Kalamunda. In 2021 telde Shire of Kalamunda 58.762 inwoners.